# عبد الملك بن عبد العزيز الماجشون
أبو مروان عبد الملك بن الإمام عبد العزيز بن عبد الله بن أبي سلمة بن الماجِشون التيمي مولاهم المدني المالكي، مفتي المدينة، كان عبد العزيز أبوه عبد العزيز بن أبي سلمة الماجشون من أقران الإمام مالك وكان عبد الملك فقيهًا فصيحًا، تعلّم من الإمام مالك العلم ونشره في شتى بقاع الأرض وأثنى عليه العلماء في عصره، وتوفي في سنة 213 هـ.

## أقوال العلماء فيه
- قال مصعب بن عبد الله: «كان مفتي أهل المدينة في زمانه.»
- قال ابن عبد البر: «كان فقيهًا فصيحًا، دارت عليه الفتيا في زمانه، وعلى أبيه قبله، وكان ضريرًا. قيل: إنه عمي في آخر عمره.»
- قال أحمد بن المعذل الفقيه: «كلما تذكرت أن التراب يأكل لسان عبد الملك بن الماجشون صغرت الدنيا في عيني.» وكان ابن المعذل من الفصحاء المذكورين، فقيل له: «أين لسانك من لسان أستاذك عبد الملك ؟» فقال: «لسانه إذا تعايى أحيى من لساني إذا تحايى.»
- قال أبو داود: «كان لا يعقل الحديث - يعني لم يكن من فرسانه -، وإلا فهو ثقة في نفسه.»
- قال يحيى بن أكثم: «كان عبد الملك بحرًا لا تكدره الدلاء.»[2]

## شيوخه وتلاميذه
- حدث عن: أبيه عبد العزيز بن أبي سلمة الماجشون، وخاله يوسف بن يعقوب الماجشون، ومسلم الزنج، ومالك بن أنس، وإبراهيم بن سعد، وطائفة.
- حدث عنه: أبو حفص الفلاس، ومحمد بن يحيى الذهلي، وعبد الملك بن حبيب الفقيه، والزبير بن بكار، ويعقوب الفسوي، وسعد بن عبد الله بن عبد الحكم، وآخرون.[2]